# Russische Meisterschaften im Skispringen 2008
Die russischen Meisterschaften im Skispringen 2008 fanden vom 29. Februar bis zum 3. März auf der Schanzenanlage Dolgaja in Nischni Tagil statt. Bei den Männern standen zwei Einzelspringen sowie ein Teamspringen auf dem Programm, doch musste das Springen von der Großschanze aufgrund schlechter Wetterbedingungen abgesagt werden. Erfolgreichstes Föderationssubjekt war die Stadt Moskau, die sowohl den Einzelmeister Ilja Rosljakow als auch den Teamsieger stellte. Der drittbeste Russe der Weltcup-Saison 2007/08 Pawel Karelin nahm krankheitsbedingt nicht an den Wettbewerben teil. Am 1. März wurde zudem ein weiterer Wettbewerb von der Normalschanze abgehalten, welcher lediglich einen Durchgang umfasste und als „Кубок Главы“ (Pokal des Bürgermeisters von Nischni Tagil) tituliert wurde. Es ist unklar, ob dieser Wettbewerb als Ersatz für das abgesagte Großschanzenspringen durchgeführt wurde. Dem Sieger Ilja Rosljakow wurde zumindest kein Meistertitel zugesprochen.

## Austragungsort
| \| Nischni Tagil \| |
| Nischni Tagil       |

| Nischni Tagil |

## Ergebnisse

### Normalschanze
| Platz | Name                    | Föderationssubjekt      | Weite 1 | Weite 2 | Punkte |
| ----- | ----------------------- | ----------------------- | ------- | ------- | ------ |
| 01.   | Ilja Rosljakow          | Moskau                  | 095,0   | 106,5   | 271,5  |
| 02.   | Denis Kornilow          | Oblast Nischni Nowgorod | 094,5   | 093,5   | 245,5  |
| 03.   | Jewgeni Plechow         | Moskau                  | 096,5   | 092,0   | 245,0  |
| 04.   | Dmitri Wassiljew        | Republik Baschkortostan | 093,5   | 088,0   | 232,5  |
| 05.   | Dmitri Ipatow           | Oblast Magadan          | 086,5   | 091,0   | 221,0  |
| 06.   | Alexei Buiwolow         | Oblast Nischni Nowgorod | 086,5   | 083,5   | 201,0  |
| 07.   | Stanislaw Oschtschepkow | Moskau                  | 080,0   | 088,0   | 198,0  |
| 08.   | Ildar Fatkullin         | Republik Baschkortostan | 082,0   | 083,5   | 194,0  |
| 09.   | Iwan Tschumyschew       | Sankt Petersburg        | 084,5   | 080,0   | 191,0  |
| 10.   | Sergei Koschewnikow     | Oblast Nischni Nowgorod | 080,0   | 084,0   | 190,0  |

Datum: 29. Februar 2008
Schanze: Normalschanze K-90
Russischer Meister 2007:  Emil Muljukow
Teilnehmer / Föderationssubjekte: 62 / 11
Mit deutlichem Vorsprung gewann Ilja Rosljakow den Wettbewerb. Im bisherigen Saisonverlauf erreichte er vereinzelt die Punkteränge im Weltcup, zählte jedoch nicht zu den besten Russen. Der Kampf um Platz zwei gestaltete sich enger, wobei sich Denis Kornilow gegen Jewgeni Plechow durchsetzen konnte. Für Plechow war es die zweite Einzelmedaille. Der Präsident des Skiverbandes Wladimir Slawski begründete die Platzierung des Topfavoriten Dmitri Wassiljew mit einer mentalen Überlastung.

### Team
| Platz | Team                      | Namen                                                                   | Weite 1                 | Weite 2                 | Punkte |
| ----- | ------------------------- | ----------------------------------------------------------------------- | ----------------------- | ----------------------- | ------ |
| 01.   | Moskau I                  | Roman Trofimow Stanislaw Oschtschepkow Jewgeni Plechow Ilja Rosljakow   | 104,0 067,0 114,5 122,0 | 092,5 074,0 105,0 120,0 | 751,7  |
| 02.   | Republik Baschkortostan I | Robert Fatkullin Emil Muljukow Ildar Fatkullin Dmitri Wassiljew         | 082,0 083,0 085,0 108,0 | 072,0 073,0 079,0 108,0 | 528,0  |
| 03.   | Oblast Nischni Nowgorod   | Jegor Anoschkin Sergei Koschewnikow Alexei Buiwolow Denis Kornilow      | 083,0 082,0 090,5 073,0 | 076,0 096,0 102,5 076,5 | 502,6  |
| 04.   | Sankt Petersburg I        | Alexander Koslow Roman Gornostajew Alexander Uschakow Iwan Tschumyschew | 074,0 081,5 093,0 084,5 | 078,0 070,5 080,0 088,5 | 446,5  |
| 05.   | Oblast Magadan            | Roman Rogowski Wassili Denissjuk Dmitri Ipatow Wiktor Loschkarew        | 061,0 077,0 096,0 062,5 | 056,0 070,0 116,5 065,0 | 346,2  |

Datum: 2. März 2008
Schanze: Großschanze K-110
Russischer Meister 2007:  Moskau
Teilnehmende Teams / Föderationssubjekte: 13 / 8
Weitere Platzierungen:

06. Platz:  Oblast Kemerowo

07. Platz:  Moskau II

08. Platz:  Sankt Petersburg II

09. Platz:  Region Perm

10. Platz:  Republik Baschkortostan II

11. Platz:  Oblast Swerdlowsk

12. Platz:  Moskau III

13. Platz: Gemischtes Team